# Чекалов (хутор)
Чекалов — хутор в Морозовском районе Ростовской области.
Входит в состав Широко-Атамановского сельского поселения.

## История
До 1883 года хутор входил в юрт станицы Есауловская Второго Донского округа Области Войска Донского, далее передан юрту станицы Чертковская Первого Донского округа. В 1859 году на хуторе была построена деревянная Рождество-Богородицкая церковь.

## Население
| 2010 |
| ---- |
| 361  |

## Улицы
| - ул. Дружбы, - ул. Мира, - ул. Молодёжная, - ул. Полевая, | - ул. Степная, - ул. Центральная, - ул. Школьная. |

## Известные уроженцы
- Листопадов, Александр Михайлович (1873—1949) — советский фольклорист, этнограф и музыковед.